# Sutton United F.C.
Sutton United FC là một câu lạc bộ bóng đá có trụ sở tại Sutton, Nam Luân Đôn, Anh. Đội bóng hiện thi đấu tại League Two và có sân nhà ở Gander Green Lane, cách trung tâm Luân Đôn khoảng 10 dặm về phía tây nam.

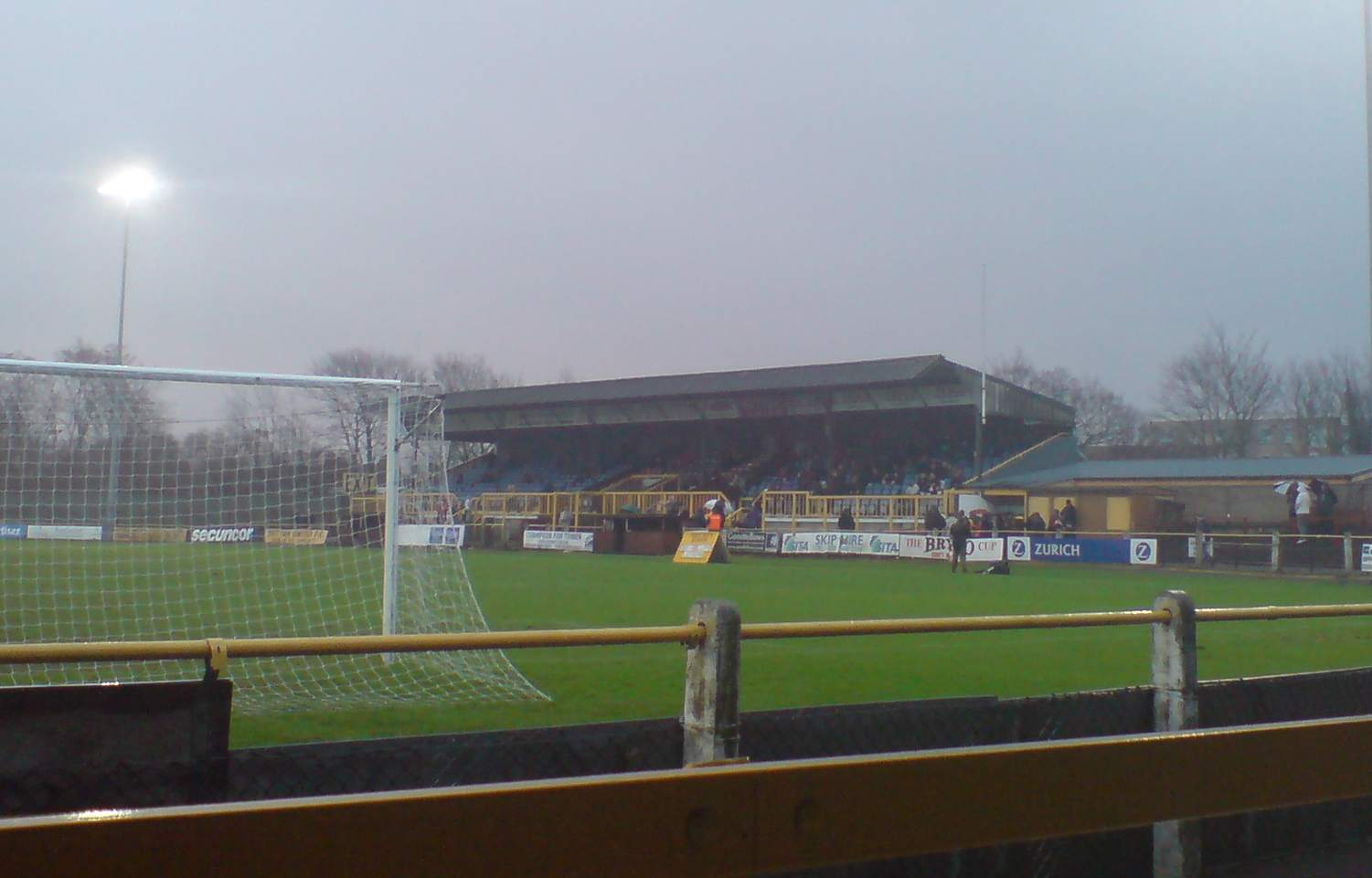
Sân vận động Gander Green Lane, sân nhà của Sutton United

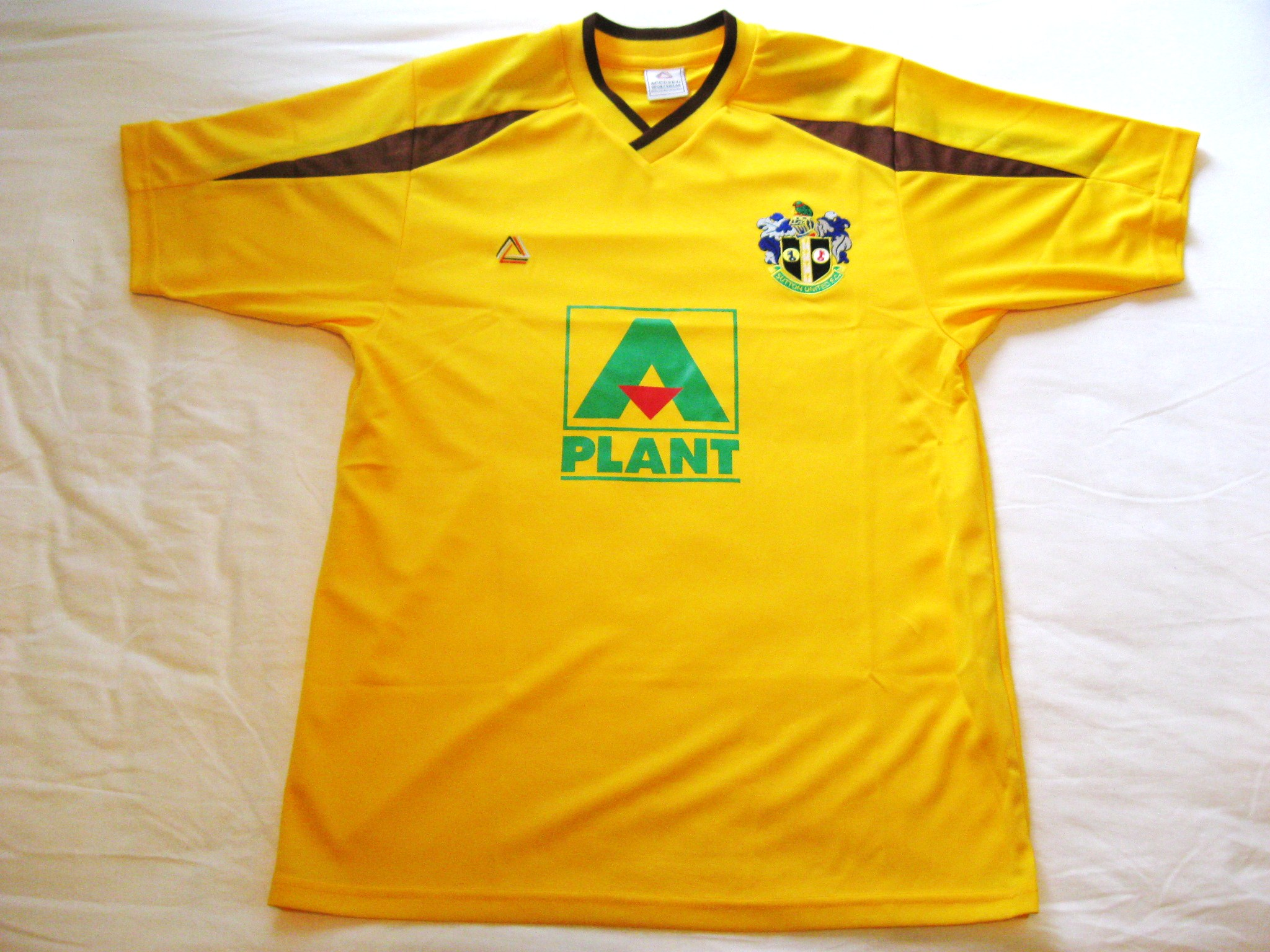
Áo đấu sân nhà mùa giải 2010–11

## Danh hiệu
| Danh hiệu                                     | Số lần    | Mùa giải                                                                                 |           |           |           |
| Liên đoàn                                     | Liên đoàn | Liên đoàn                                                                                | Liên đoàn | Liên đoàn | Liên đoàn |
| --------------------------------------------- | --------- | ---------------------------------------------------------------------------------------- | --------- | --------- | --------- |
| National League                               | 1         | 2020–21                                                                                  |           |           |           |
| National League South                         | 1         | 2015–16                                                                                  |           |           |           |
| Isthmian League Premier Division              | 5         | 1966–67, 1984–85, 1985–86, 1998–99, 2010–11                                              |           |           |           |
| Athenian League                               | 3         | 1927–28, 1945–46, 1957–58                                                                |           |           |           |
| Cúp                                           |           |                                                                                          |           |           |           |
| Nhà vô địch Anglo-Italian Cup                 | 1         | 1979                                                                                     |           |           |           |
| Nhà vô địch Athenian League Challenge Cup     | 4         | 1946, 1956, 1962, 1963                                                                   |           |           |           |
| Nhà vô địch Bob Lord Trophy                   | 1         | 1991                                                                                     |           |           |           |
| Nhà vô địch Isthmian League Cup               | 4         | 1983, 1984, 1986, 1998                                                                   |           |           |           |
| Nhà vô địch Isthmian League Full Members' Cup | 2         | 1992, 1996                                                                               |           |           |           |
| Nhà vô địch London Senior Cup                 | 2         | 1958, 1983                                                                               |           |           |           |
| Nhà vô địch South Thames Cup                  | 3         | 1955, 1967, 1968                                                                         |           |           |           |
| Nhà vô địch Surrey Senior Cup                 | 15        | 1946, 1965, 1968, 1970, 1980, 1983, 1984, 1985, 1986, 1987, 1988, 1993, 1995, 1999, 2003 |           |           |           |
| Nhà vô địch President's Trophy                | 2         | 2010 (đồng vô địch), 2011 (đồng vô địch)                                                 |           |           |           |

 Nguồn: “Sutton United FC: Official Programme”. 16 tháng 4 năm 2011.